# Formosa tartomány
Formosa egyike Argentína 23 tartományának.

## Földrajz
Az ország északi részén helyezkedik el. Északon Paraguayjal határos, a határvonalat nagyjából, de nem pontosan a Pilcomayo folyó képezi. Ennek közelében terül el a Pilcomayo Nemzeti Park.

## Története
Az őslakos indián nyelveket ma is beszélik a tartományban.
A 16. század elején jártak erre először spanyolok, utat kerestek Peruból Asunciónba. Mivel a Pilcomayo és Bermejo folyók túl sekélyek voltak, feladták a kísérletet.
A térség első európai települését 1585-ben alapították. Argentína és Paraguay függetlenedése után, az 1810-es évektől a térség vitás terület volt a két állam között és senki sem telepedett le itt a hármas szövetség háborújáig (1865-1870). 1879-ben alapították Formosa települést. Ez országos figyelmet keltett, majd 1884-ben önálló területté szervezték a vidéket.
Formosa területnek 1914-ben kevesebb mint 20 000 lakosa volt. 1955-ben, amikor Juan Domingo Perón elnök tartománnyá nyilvánította, több mint 150 000. Perón elnök 1947-ben elnök földreformot kezdeményezett Formosa területen. Azonban 1955-ig, Perón megdöntéséig, csak mintegy 4000 birtoklevelet adtak át. A tartomány a későbbiekben lassan, aránylag egyenletesen növekedett. 1988-ban egyetemet alapítottak a tartományban.

## Közigazgatás
Kormányzók:
- 1995- Gildo Insfrán

### Megyék
A tartomány 9 megyéből áll:
1. Bermejo (Laguna Yema)
2. Formosa (Formosa)
3. Laishi (San Francisco de Laishi)
4. Matacos (Ingeniero Juárez)
5. Patiño (Comandante Fontana)
6. Pilagás (Espinillo)
7. Pilcomayo (Clorinda)
8. Pirané (Pirané)
9. Ramón Lista (General Enrique Mosconi)